# Alexandronectes zealandiensis
L'alexandronecte (Alexandronectes zealandiensis) è un rettile acquatico estinto, appartenente ai plesiosauri. Visse nel Cretaceo superiore (Maastrichtiano, circa 70 milioni di anni fa) e i suoi resti fossili sono stati ritrovati in Nuova Zelanda.

## Descrizione
Noto per un cranio frammentario, questo animale doveva essere simile ad altri plesiosauri dei continenti meridionali, come Aristonectes e Kaiwhekea. Come questi ultimi, Alexandronectes possedeva un'espansione delle ossa pterigoidi che si estendevano posteriormente al condilo occipitale, e un arco dell'osso squamoso a forma di A in vista dorsale. Tuttavia Alexandronectes si differenziava dai due precedenti generi nella forma dei processi paraoccipitali, dell'osso glenoide nella mandibola, e nella dimensione del cranio (più piccolo in Alexandronectes). Sembra inoltre che la forma del cranio di Alexandronectes fosse intermedia tra quella molto alta di Kaiwhekea e quella piatta e larga di Aristonectes. Come questi animali, probabilmente Alexandronectes possedeva una dentatura costituita da denti aguzzi piccoli e sottili, che formavano una sorta di trappola per i pesci. Come tutti i plesiosauri, anche Alexandronectes doveva avere un collo molto lungo, un corpo compatto e appiattito e quattro arti simili a pagaie.

## Classificazione
Alexandronectes zsealandiensis venne descritto per la prima volta nel 2016, sulla base di un cranio frammentario ritrovato nella formazione Conway, in Nuova Zelanda. Inizialmente si era pensato che i vari frammenti appartenessero a due differenti individui, ma un successivo esame determinò che le ossa appartenevano a un solo esemplare. Alexandronectes è considerato un rappresentante degli elasmosauridi, un gruppo di plesiosauri dal collo eccezionalmente allungato, tipici dei mari del Cretaceo. In particolare, Alexandronectes sembrerebbe far parte di un clade noto come Aristonectinae, comprendente forme dalle specializzazioni insolite nella dentatura.